# 李奧汀·普萊絲

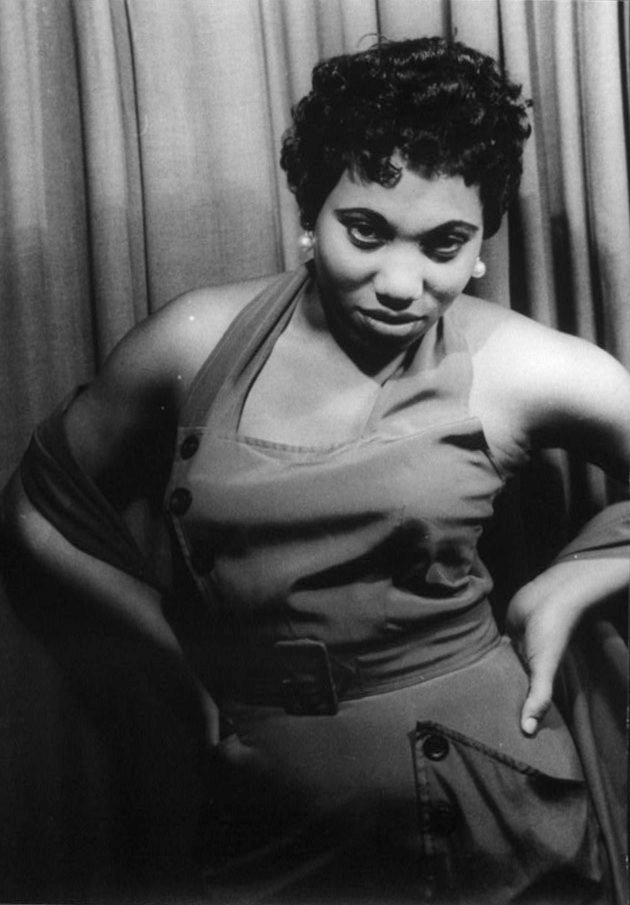
李奧汀·普萊絲 (1953)

瑪麗·薇奧列特·李奧汀·普萊絲（Mary Violet Leontyne Price，1927年2月10日—），著名美籍黑人女高音歌劇唱家，以演繹威爾第的角色而著名，尤其被譽為「擁有」阿依達這個角色達30年之久。普萊絲成名於1950至60年代之間，同時她也成為了當時反種族歧視的代表人物之一。另外普萊絲的演繹設定當代美國歌劇界的最高藝術標準，她在國際上的成就在美國可謂是空前絕後。